# The Tale of Outcasts
The Tale of Outcasts (jap.: ノケモノたちの夜 Nokemono-tachi no Yoru) ist eine Mangareihe von Makoto Hoshino, die von 2019 bis 2021 in Japan erschien. Sie wurde unter anderem ins Deutsche übersetzt und eine Adaption als Anime im Jahr 2023 auch international veröffentlicht. Die Geschichte spielt in einer Fantasy-Welt ähnlich der des ausgehenden 19. Jahrhunderts.  

## Inhalt
Das Waisenmädchen Wisteria Langley lebt bei einem Priester, der sie zum Betteln schickt und gerade so am Leben hält. Der einzige Lichtblick im Leben sind seit einiger Zeit die Begegnungen mit dem Dämon Malbas, der sie nachts besucht und sich mit ihr unterhält. Denn sie gehört zu den wenigen Menschen, die Dämonen sehen können, und so bietet sie dem mächtigen, aber vom ewigen Leben gelangweilten Wesen eine Abwechslung. Als der Priester Wisteria dann an einen reichen Mann verkauft, eilt Malbas ihr nach. Denn er erfuhr, dass der Käufer Kinder für Experimente missbraucht. Doch nicht nur der Dämon, sondern auch Dämonenjäger sind auf dem Weg: Wisterias Bruder Snow, den sie lange verloren glaubte, und dessen Partner Takenami. Malbas rettet Wisteria, doch muss sie dafür einen Pakt mit ihm eingehen und ihr Augenlicht geben. Dafür sind beide nun für immer aneinander gebunden, wie es auch Wisterias Wunsch war, für die der gütige Malbas das einzige nette Wesen in ihrem Leben geworden ist. Die Dämonenjäger treffen später ein und erfahren, dass Wisteria mit dem Dämon einen Bund eingegangen ist.
Gemeinsam mit Wisteria will Malbas die Welt erkunden, auch wenn sie diese nicht mehr sehen kann, und hat damit endlich wieder einen Sinn gefunden. Dabei treffen sie auf andere Menschen, die ebenfalls einen Bund mit Dämonen eingegangen sind. So die Adelige Diana Blackbell, die sich sofort mit Wisteria anfreundet, und ihr mächtiger Dämon Naberius, den Malbas aus früheren Zeiten kennt. Doch auch Snow kommt ihnen auf die Schliche und will den Bund lösen und Wisteria retten. Erst durch ihr Einschreiten kommt er zur Einsicht, dass es ihr freier Wille ist, mit Malbas zu leben, und will die beiden vor den anderen Rittern und der Kirche beschützen. So können sie ihre Reise fortsetzen, auf der sie die Welt kennenlernen, Wisteria mit ihrer Blindheit zu leben lernt und Malbas Einsichten in das Leben der Menschen gewinnt.

## Veröffentlichung
Die Mangaserie erschien zunächst ab August 2019 in Einzelkapiteln im Magazin Shōnen Sunday beim Verlag Shogakukan. Die Serie wurde im April 2021 abgeschlossen. Die Kapitel erschienen von November 2019 bis Mai 2021 gesammelt in acht Bänden. Zur Anime-Adaption erschien von Januar bis März 2023 eine Kurzserie mit einer neuen Geschichte mit den Hauptcharakteren. Die Kapitel erschienen auch in einem Sammelband.
Eine deutsche Übersetzung der Serie wurde von September 2023 bis Juni 2025 mit allen acht Bänden von Tokyopop herausgegeben. Übersetzerin ist Noreen Adolf. Auf Englisch erscheint die Serie bei Seven Seas Entertainment.

## Animeserie
Zum Manga entstand bei Studio Ashi Productions eine 13-teilige Adaption als Anime. Regie führte Yasutaka Yamamoto und Hauptautor war Kenichi Yamashita. Das Charakterdesign stammt von Mina Ōsawa und die künstlerische Leitung lag bei Kenichi Tajiri und Yasutada Kato. Für den Ton war Yasutaka Yamamoto verantwortlich, für die Kameraführung Ayako Otsuki. Die Produzenten waren Fumihiro Ozawa, Hisato Usui, Yūdai Miyamatsu, Yuki Satō und Yuuichiro Takahata.
Die Adaption wurde erstmals im Juni 2022 angekündigt. Die Serie wurde vom 8. Januar bis 2. April 2023 von den Sendern Tokyo MX, Yomiuri TV und BS Fuji in Japan gezeigt. Die Plattform Crunchyroll veröffentlichte den Anime parallel zur japanischen Ausstrahlung international per Streaming, mit Untertiteln unter anderem auf Deutsch, Englisch, Spanisch, Portugiesisch, Italienisch und Französisch.

### Synchronisation
| Rolle           | Japanische Stimme (Seiyū) |
| --------------- | ------------------------- |
| Wisteria        | Ayana Taketatsu           |
| Marbas          | Katsuyuki Konishi         |
| Snow            | Ryota Ohsaka              |
| Takenami        | Kentarō Kumagai           |
| Diana Blackbell | Risa Imayanagi            |
| Naberius        | Junichi Suwabe            |

### Musik
Die Musik der Serie stammt von Hiroaki Tsutsumi und Kana Hashiguchi. Der Vorspann ist unterlegt mit Ashita no Katachi von Ayana Taketatsu und das Abspannlied ist Rewrite von Hakubi.